# العلاقات البولندية الليتوانية
يرجع تاريخ العلاقات البولندية الليتوانية (بالإنجليزية: Polish-Lithuanian relations)‏ إلى القرن الثالث عشر، بعد أن حازت دوقية ليتوانيا الكبرى في عهد ميندوغاس  بعض أراضي الروس ومن ثم أقامت حدودًا مع مملكة بولندا المُجزأة آنذاك. تطورت بعد ذلك العلاقات البولندية الليتوانية، حتى وصلت إلى اتحادٍ شخصيٍ بين الدولتين. فاندمجت ليتوانيا وبولندا منذ منتصف القرن السادس عشر حتى أواخر القرن العشرين لتشكلا الكومنولث البولندي الليتواني، وهي دولة تفككت بعد تقاسم الكومنولث من قبل النمسا وبروسيا وروسيا. بعد أن استعادت الدولتان استقلالهما في أعقاب الحرب العالمية الأولى، ساءت العلاقات البولندية الليتوانية بسبب المشاعر القومية المتصاعدة. وأدت المطالبات المتنافسة على منطقة فيلنيوس إلى قيام نزاعٍ مسلح وتدهور العلاقات بينهما في الفترة ما بين الحربين العالميتين. احتل الاتحاد السوفيتي وألمانيا النازية الأراضي الليتوانية والبولندية أثناء قيام الحرب العالمية الثانية، غير أن العلاقات بين البولنديين والليتوانيين ظلت معادية. وبعد انتهاء الحرب العالمية الثانية، وجدت كل من بولندا وليتوانيا نفسيهما في الكتلة الشرقية، حيث أصبحت بولندا دولةً سوفيتيةً تابعة، فيما أصبحت ليتوانيا جمهوريةً سوفيتية. تم إعادة توطيد العلاقات بين البلدين بعد انهيار الشيوعية.

## العصور الحديثة
أدى انهيار الشيوعية بين عامي 1989 و1991 إلى إعادة توطيد علاقاتٍ رسمي بين الدولتين البولندية والليتوانية. إذ أيدت بولندا بشدة استقلال ليتوانيا، حتى أنها أصبحت من أوائل الدول التي تعترف باستقلال ليتوانيا (في 26 أغسطس 1921). وعلى الرغم من ذلك، حدثت أزمة نسبية في أوائل تسعينيات القرن العشرين، بسبب المزاعم بسوء المعاملة  تجاه الأقلية البولندية في ليتوانيا، والمخاوف الليتوانية من سعي بولندا إلى وضع ليتوانيا في دائرة نفوذها مرة أخرى، أو حتى إصدار مطالبات إقليمية. وبعد سنواتٍ قليلة، عاد الوضع إلى طبيعته، وتحسنت العلاقات. ففي 28 سبتمبر 1992، وقع وزيرا الخارجية من كلا البلدين على إعلان صداقة وعلاقات جوار وعلى اتفاقية قنصلية، رفضًا لأي مطالبات إقليمية وتعهدًا باحترام حقوق الأقليات التي تمثلانهما. توصل رئيسا البلدين إلى معاهدة صداقة متبادلة في اجتماعٍ عُقد في فيلنيوس في 26 أبريل عام 1994. انظم البلدان إلى منظمة حلف شمال الأطلسي (بولندا في عام 1999، وليتوانيا في عام 2004، حيث كانت بولندا مؤيدةً صريحةً لانضمام ليتوانيا) وإلى الاتحاد الأوروبي (كلاهما في عام 2004).
على الرغم من ذلك، ففي أواخر العقد الأول من القرن العشرين، أدت الخلافات حول تنفيذ ليتوانيا لمعاهدة الصداقة إلى زعزعة العلاقات والتعاون بشأن قضايا الطاقة. إذ تتصل شيكات كهرباء بولندا وليتوانيا ببعضها البعض لكن خطوط أنابيب غاز البلدين لا تتصل ببعضها إلا عبر أنبوب غاز تسيطر عليه روسيا. وتوقفت النوايا المُعلنة سابقًا بسبب الخلاف حول معاهدة الصداقة. أعرب الرئيس البولندي برونيسواف كوموروفسكي في زيارةٍ له إلى ليتوانيا في فبراير عام 2011 عن مخاوفه بشأن تدهور العلاقات، مشيرًا إلى أن تنفيذ معاهدة الصداقة الكامل يجب أن يسمح للبولنديين في ليتوانيا باستخدام أسماء عوائلهم الأصلية وبالحصول على التعليم باللغة البولندية. حكمت محكمة العدل للاتحاد الأوروبي في قضية سي-391/09-رونيفيتش-فاردين وواردين بأن السياسة الليتوانية تجاه الأسماء العائلية تتماشى مع قانون الاتحاد الأوروبي.
هناك نحو 250,000 بولندي يعيشون في ليتوانيا ونحو 25,000 ليتواني إثني يعيش في بولندا. يتمتع البلدان بعضويةٍ كاملة في مجلس دول بحر البلطيق.
يتشارك البلدان بحدود تمتد على حوالي 103 كيلومتر. وليس هنالك ضوابط حدودية بين البلدين، على اعتبارهما جزءاً من منطقة شنغن.

## مقارنة بين البلدين
هذه مقارنة عامة ومرجعية للدولتين:
| وجه المقارنة                                              | بولندا                                                                             | ليتوانيا                                                    |
| --------------------------------------------------------- | ---------------------------------------------------------------------------------- | ----------------------------------------------------------- |
| المساحة (كم2)                                             | 312.68 ألف                                                                         | 65.30 ألف                                                   |
| عدد السكان (نسمة)                                         | 38.43 مليون                                                                        | 2.79 مليون                                                  |
| الكثافة السكانية (ن./كم²)                                 | 122.91                                                                             | 42.73                                                       |
| العاصمة                                                   | وارسو                                                                              | فيلنيوس، كاوناس                                             |
| اللغة الرسمية                                             | اللغة البولندية                                                                    | اللغة الليتوانية                                            |
| العملة                                                    | زلوتي بولندي                                                                       | ليتاس ليتواني، يورو                                         |
| الناتج المحلي الإجمالي (بليون دولار)                      | 524.51 مليار                                                                       | 47.17 مليار                                                 |
| الناتج المحلي الإجمالي (تعادل القوة الشرائية) بليون دولار | 1.02 تريليون                                                                       | 84.06 مليار                                                 |
| الناتج المحلي الإجمالي الاسمي للفرد دولار أمريكي          | 12.55 ألف                                                                          | 14.15 ألف                                                   |
| الناتج المحلي الإجمالي للفرد دولار أمريكي                 | 26.14 ألف                                                                          | 27.69 ألف                                                   |
| مؤشر التنمية البشرية                                      | 0.843                                                                              | 0.839                                                       |
| رمز المكالمات الدولي                                      | +48                                                                                | +370                                                        |
| رمز الإنترنت                                              | .pl                                                                                | .lt                                                         |
| المنطقة الزمنية                                           | توقيت وسط أوروبا، ت ع م+01:00، ت ع م+02:00، أوروبا/وارسو ‏، توقيت وسط أوروبا الصيفي | ت ع م+02:00، ت ع م+03:00، أوروبا/فيلنيوس ‏، توقيت شرق أوروبا |

## مدن متوأمة
في ما يلي قائمة باتفاقيات التوأمة بين مدن بولندية وليتوانية:
- ترتبط أوبولي مع أليتس باتفاقية توأمة منذ 14 أبريل 2004.[15][16][17][18]
- ترتبط Gmina Giżycko [الإنجليزية]‏ مع تراكي باتفاقية توأمة منذ 2013.[19]
- ترتبط كونين مع Joniškis [الإنجليزية]‏ باتفاقية توأمة منذ 2003.[20][20][20][20]
- ترتبط Gołdap [الإنجليزية]‏ مع Kazlų Rūda [الإنجليزية]‏ باتفاقية توأمة.
- ترتبط بوتسك مع مازيكياي باتفاقية توأمة منذ 1972.
- ترتبط Bełchatów [الإنجليزية]‏ مع توراج باتفاقية توأمة منذ 2013.
- ترتبط وودج مع فيلنيوس باتفاقية توأمة منذ 1970.[21][22][23][24]
- ترتبط مالبورك مع تراكي باتفاقية توأمة منذ 1997.[19]
- ترتبط Frombork [الإنجليزية]‏ مع Kazlų Rūda [الإنجليزية]‏ باتفاقية توأمة.
- ترتبط Żory [الإنجليزية]‏ مع Pasvalys [الإنجليزية]‏ باتفاقية توأمة.
- ترتبط البلنغ مع دروسكينينكي باتفاقية توأمة منذ 1994.[25][25]
- ترتبط Ostróda [الإنجليزية]‏ مع توراج باتفاقية توأمة.
- ترتبط أوغوستوف مع دروسكينينكي باتفاقية توأمة منذ 2013.[26][27][28][29]
- ترتبط غيجتسكو [الإنجليزية]‏ مع تراكي باتفاقية توأمة منذ 2005.[19]
- ترتبط Bobolice [الإنجليزية]‏ مع Jašiūnai [الإنجليزية]‏ باتفاقية توأمة.
- ترتبط غدينيا مع كلايبيدا باتفاقية توأمة منذ 1966.[30][31][32][33]
- ترتبط نوفي سونتس مع تراكي باتفاقية توأمة منذ 21 مايو 2005.
- ترتبط Golub-Dobrzyń [الإنجليزية]‏ مع Plungė [الإنجليزية]‏ باتفاقية توأمة.
- ترتبط تشَيڤ مع برجي [الإنجليزية]‏ باتفاقية توأمة منذ 1990.
- ترتبط Lwówek [الإنجليزية]‏ مع Kazlų Rūda [الإنجليزية]‏ باتفاقية توأمة.
- ترتبط شويدنكتسا [الإنجليزية]‏ مع سفينيتشونيس باتفاقية توأمة.
- ترتبط سووالكي مع نيمينسينه باتفاقية توأمة.
- ترتبط تشيستوخوفا مع شياولياي باتفاقية توأمة منذ 2007.
- ترتبط كيدزيرزن كوزله مع يونافا باتفاقية توأمة.
- ترتبط Myślibórz [الإنجليزية]‏ مع كاوناس باتفاقية توأمة.
- ترتبط رادوم مع Vilnius District Municipality [الإنجليزية]‏ باتفاقية توأمة منذ 26 سبتمبر 1992.
- ترتبط Zduńska Wola [الإنجليزية]‏ مع Zarasai [الإنجليزية]‏ باتفاقية توأمة.
- ترتبط Olecko [الإنجليزية]‏ مع Kazlų Rūda [الإنجليزية]‏ باتفاقية توأمة.
- ترتبط بيلجوراج [الإنجليزية]‏ مع Kelmė [الإنجليزية]‏ باتفاقية توأمة منذ 22 أكتوبر 2010.[34][35][36][34]
- ترتبط إيلك مع نيمينسينه باتفاقية توأمة.[37]
- ترتبط بياويستوك مع كاوناس باتفاقية توأمة منذ 1994.[38][38][39][38]
- ترتبط كراكوف مع فيلنيوس باتفاقية توأمة منذ 10 يونيو 2003.[40][40][40][40]
- ترتبط شتشين مع كلايبيدا باتفاقية توأمة منذ 8 أبريل 1993.[41][41][41][41]
- ترتبط فروتسواف مع كاوناس باتفاقية توأمة منذ 1997.[42][42][42][42]
- ترتبط خوينا مع بريناي باتفاقية توأمة.
- ترتبط غدانسك مع فيلنيوس باتفاقية توأمة منذ 1990.[43][44][43][44]
- ترتبط Wejherowo [الإنجليزية]‏ مع سفينيتشونيس باتفاقية توأمة.
- ترتبط Iława [الإنجليزية]‏ مع Gargždai [الإنجليزية]‏ باتفاقية توأمة.
- ترتبط غنيزنو مع Radviliškis [الإنجليزية]‏ باتفاقية توأمة.
- ترتبط وارسو مع فيلنيوس باتفاقية توأمة منذ 1989.
- ترتبط Grodzisk Mazowiecki [الإنجليزية]‏ مع شياولياي باتفاقية توأمة.
- ترتبط Sokółka [الإنجليزية]‏ مع Šalčininkai [الإنجليزية]‏ باتفاقية توأمة.
- ترتبط تورون مع كاوناس باتفاقية توأمة منذ 26 فبراير 2016.[45][46][47][48]
- ترتبط تشيلم مع أوتينا باتفاقية توأمة منذ 20 مارس 1996.[49][50][51][52]
- ترتبط Żnin [الإنجليزية]‏ مع بيرشتوناس باتفاقية توأمة.
- ترتبط لوبيز مع كيدايني باتفاقية توأمة.
- ترتبط لوبلين مع بانيفيزيس باتفاقية توأمة منذ 11 سبتمبر 1999.[53][53][53][53]
- ترتبط فيغورجيفو مع نيمينسينه باتفاقية توأمة.

## منظمات دولية مشتركة
يشترك البلدان في عضوية مجموعة من المنظمات الدولية، منها:
| علم المنظمة | اسم المنظمة                             | تاريخ انضمام بولندا | تاريخ انضمام ليتوانيا |
| ----------- | --------------------------------------- | ------------------- | --------------------- |
|             | حلف شمال الأطلسي                        | 12 مارس 1999        | 29 مارس 2004          |
|             | وكالة ضمان الاستثمار متعدد الأطراف      | 29 يونيو 1990       | 8 يونيو 1993          |
|             | منظمة الشرطة الجنائية الدولية           | ?                   | ?                     |
|             | مجموعة الموردين النوويين                | ?                   | ?                     |
|             | منظمة حظر الأسلحة الكيميائية            | ?                   | ?                     |
|             | Strategic Airlift Capability ‏           | ?                   | ?                     |
|             | منظمة التجارة العالمية                  | 1 يوليو 1995        | ?                     |
|             | الأمم المتحدة                           | 24 أكتوبر 1945      | 17 سبتمبر 1991        |
|             | مركز تنسيق الحركة في أوروبا ‏            | ?                   | ?                     |
|             | المنظمة الأوروبية لسلامة الملاحة الجوية | 2004                | 2006                  |
|             | مؤسسة التمويل الدولية                   | 29 ديسمبر 1987      | 15 يناير 1993         |
|             | يونسكو                                  | 6 نوفمبر 1946       | 7 أكتوبر 1991         |
|             | مؤسسة التنمية الدولية                   | 28 أكتوبر 1960      | 23 سبتمبر 2011        |
|             | الاتحاد الأوروبي                        | 1 مايو 2004         | 1 مايو 2004           |
|             | منظمة الأمن والتعاون في أوروبا          | 25 يونيو 1973       | 10 سبتمبر 1991        |
|             | الاتحاد الدولي للاتصالات                | 1921                | 1 يوليو 1923          |
|             | منظمة التعاون الاقتصادي والتنمية        | 22 نوفمبر 1996      | 5 يوليو 2018          |
|             | مجلس دول بحر البلطيق                    | ?                   | ?                     |
|             | مجلس أوروبا                             | 26 نوفمبر 1991      | ?                     |
|             | اتفاقية السماوات المفتوحة               | ?                   | ?                     |
|             | البنك الدولي للإنشاء والتعمير           | 27 يونيو 1986       | 6 يوليو 1992          |
|             | الاتحاد البريدي العالمي                 | 1 مايو 1919         | ?                     |

## أعلام
هذه قائمة لبعض الشخصيات التي تربطها علاقات بالبلدين:
- آدم ميتسكيفيتش (24 ديسمبر 1798[62][63][64] – 26 نوفمبر 1855[62][63][64])
- إليزابيث من بوميرانيا (1347[65] – 14 فبراير 1393)
- تشيسلاف ميلوش (30 يونيو 1911[66][67][68] – 14 أغسطس 2004[68][66][69])
- جيديميناس أوريليك (لاعب كرة سلة ليتواني، 14 مايو 1990 –)
- داريوش لافرينوفيتش (لاعب كرة سلة ليتواني، 1 نوفمبر 1979[70] –)
- داريوش ميسيكا (لاعب كرة قدم ليتواني، 22 فبراير 1983[71] –)
- زغمونت الأول (1467[72] – 1 أبريل 1548[72])
- فلاديسلاف الثالث (31 أكتوبر 1424[73][74] – 10 نوفمبر 1444[73][74])
- كاثرين ججلون (1 نوفمبر 1526[75][76][77] – 16 سبتمبر 1583[75][77][78])
- كازيمير الرابع (30 نوفمبر 1427[79][80][81] – 7 يونيو 1492[79][80][81])
- كشيشتوف لافرينوفيتش (لاعب كرة سلة ليتواني، 1 نوفمبر 1979[82] –)
- نابليون أوردا (11 فبراير 1807[83][84] – 26 أبريل 1883[83][84][85])
- يوغيلا (1362 – 1 يونيو 1434[86])

## وصلات خارجية
- موقع وزارة الخارجية البولندية
- موقع وزارة الخارجية الليتوانية